# 杨绍 (北朝)
楊紹（498年—572年7月25日），字僧保，一说字子安，弘农郡华阴县（今陕西省华阴市）人，北魏、西魏、北周官员。

## 生平
杨绍少年时性格豪爽，有志向和谋略，投入尔朱荣帐下，多次随军征伐，进攻葛荣和北海王元颢，奋力作战有军功，出任监军都督。北魏永安年间，杨绍出任广武将军、屯骑校尉、直荡别将。之后杨绍跟随大都督贺拔岳征讨关中，封为元平乡男，食邑一百户，又进爵饶阳县开国伯，食邑三百户。普泰初年，杨绍加征西将军、左光禄大夫、都督。
永熙年间，杨绍跟随宇文泰平定侯莫陈悦，获赐鼓节和其他杂物，加大都督，升任卫将军、右光禄大夫，改封冠军县伯，食邑五百户。大统元年（535年），杨绍出任通直散骑常侍，进爵为冠军县公，增加食邑总计一千一百户。杨绍之后屡次升任车骑将军、左光禄大夫。之后杨绍参与弘农之战击败窦泰，又参与沙苑之战击败高欢，加仪同三司，转任卫大将军，很快又任骠骑大将军、左光禄大夫，增加食邑八百户。大统四年（538年），杨绍外任鄜城郡太守、朔州大中正。杨绍性格宽容直率，威惠并济，百姓安宁。稽胡仗着人多占据险要，屡次钞掠抢劫。杨绍率领鄜城郡中军队跟随侯莫陈崇讨伐稽胡，单枪匹马率先登城，在默泉之上击败稽胡。杨绍加帅都督、骠骑将军、散骑常侍。大统十三年（547年），朝廷总计杨绍前后的功劳，食邑增加到二千二百户，杨绍出任使持节、燕州诸军事、燕州刺史，增加食邑二百户。
大统十七年（551年），杨绍又跟随大将军达奚武征讨汉中，当时南梁宜丰侯萧循坚守梁州。杨绍认为孤军深入敌境，围守坚城，旷日持久，军队会粮食不继，城中如果拖住魏军，魏军恐怕不能回师。于是杨绍请求用计诱惑敌人，常常到城下挑战，又设置伏兵等待敌人。萧循起初不肯出来，杨绍又派人辱骂萧循，萧循恼怒，果然出兵，杨绍率领部下假装后退，布置的伏兵将梁军几乎全部杀死，最终梁州城投降西魏。杨绍以功加辅国将军、中散大夫，听凭他将官职转授给一个儿子。
魏恭帝元年（554年），杨绍跟随柱国、燕国公于谨围攻江陵。杨绍在枇杷门战斗时，流箭射中了他的大腿，杨绍力战不衰。江陵平定后，杨绍获赏奴婢一百口，出任使持节、骠骑大将军、开府仪同三司、大都督、敷州诸军事、敷州刺史，增加食邑五百户，获赐姓叱吕引氏。周孝闵帝宇文觉登基，杨绍改封傥城郡公，加开府仪同三司，增加食邑一千户，总计三千六百户。天和五年（570年），杨绍升任大将军、大都督、豳州诸军事、豳州刺史。建德元年六月廿九日（572年7月25日），杨绍在豳州去世，虚岁七十五，当年十月庚午朔十五日甲申（572年11月6日）葬于石安县洪渎乡孝义里山，朝廷赠予成文扶邓洮五州诸军事、成州刺史、谥号信公。儿子杨雄继承爵位，大象末年，杨雄官至上柱国、邗国公。

## 家庭

### 夫人
- 兰胜蛮，河南郡洛阳县人，北魏直阁将军、阁内都督兰彪孙女，北魏安城郡太守、武卫将军兰润之女，保定二年十二月二日（563年1月11日）封洛州上洛郡君，天和六年（571年）封傥城国夫人，大象元年十一月七日（579年12月11日）封邗国大夫人，开皇元年六月廿一日（581年8月6日）封广平国太妃，开皇十七年十月十八日（597年12月2日）生病去世，虚岁八十，当年十一月十一日（597年12月25日）葬于泾阳县龙栖乡[9]

### 子女
- 杨雄，次子，隋朝上柱国、司空、京兆尹、光禄大夫、观德王
- 杨达，隋朝上开府、右武卫大将军、左光禄大夫、纳言、始安恭侯
- 杨贵，隋邢国公
  - 孙：杨誉，右卫副率、慈汾二州刺史，谥号静公。女为唐吴王李恪妃杨氏。
- 杨长，使持节、仪同大将军。
  - 孙：杨珉，隋通化府鹰扬郎将。
    - 曾孙女：杨舍娘，唐朝皇太子李建成承徽

## 延伸阅读
[在维基数据编辑]
 《周書·卷29》，出自令狐德棻《周書》
 《北史·卷068》，出自李延壽《北史》